# Jeremiah Bishop

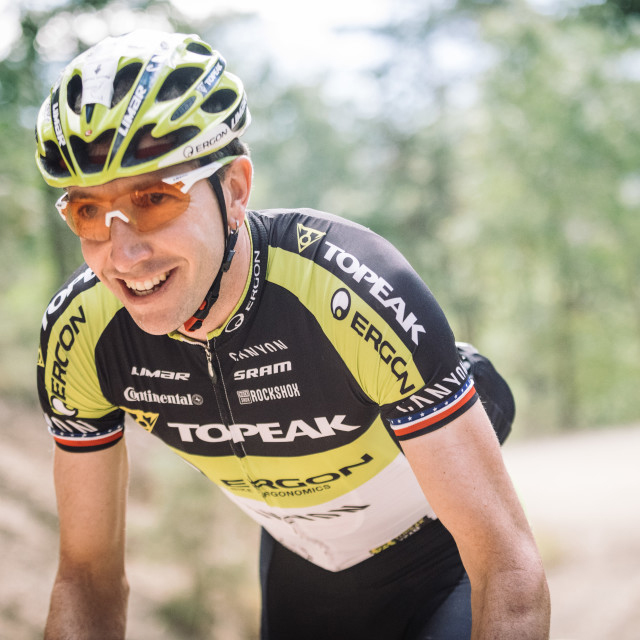
Jeremiah Bishop, 2015

Jeremiah Bishop (* 9. März 1976) ist ein US-amerikanischer Mountainbike- und Cyclocrossfahrer.
Jeremiah Bishop gewann 2003 bei den Pan American Games die Goldmedaille im Cross Country. Im nächsten Jahr war er bei einem Mountainbike-Rennen am Mount Voroklini auf Zypern erfolgreich. Bei der US-amerikanischen Meisterschaft belegte Bishop 2006 den dritten Platz im Cross Country und 2007 wurde er Vizemeister. Bei den Mountainbike-Weltmeisterschaften 2006 in Rotorua wurde er Achter. In der Cyclocross-Saison 2008/2009 war er bei beiden Rennen des North Carolina Grand Prix in Hendersonville erfolgreich.
2012 fuhr Jeremiah Bishop fuhr für das Mountainbike-Team deutsche Cannondale Factory Racing. 2014 wurde er nationaler Vize-Meister im Cross Country.

## Erfolge - Mountainbike
2003
- Pan American Games - Cross Country

## Erfolge - Cyclocross
2008/2009
- North Carolina Grand Prix - Race 1, Hendersonville
- North Carolina Grand Prix - Race 2, Hendersonville